# Charles Perzo
 (mars 2012).
Charles Yves François Perzo, né le 26 juin 1894 à Pontivy (Morbihan) et décédé le 11 juin 1977 à Versailles (Yvelines), est un amiral français qui s’est illustré pendant la Seconde Guerre mondiale.
Après avoir vécu la tragédie de Mers-el-Kébir comme capitaine de vaisseau commandant la base militaire, Charles Perzo a joué, comme commandant la 10e Division de Croiseurs légers, un rôle majeur dans les opérations maritimes effectuées en 1943 en Méditerranée, notamment à l’occasion du débarquement de Salerne et de la libération de la Corse.

## Biographie

### Enfance et études
Charles Perzo, orphelin de son père à l'âge de douze ans, manifeste, dès cet âge, l'ambition de devenir officier de marine. Il accomplit de brillantes études, motivé par le désir d’abréger le fardeau qu’il représentait pour sa mère. Sa mère eut un autre fils, Pierre, qui mourut à la Première Guerre mondiale.
Il obtient, dans la classe de Mathématiques du Collège Saint François Xavier à Vannes en 1912, dix premiers prix, un deuxième prix et trois accessits, ainsi que le deuxième prix de mathématiques du Concours général de l’Enseignement libre. L’année suivante, il prépare au collège Sainte Geneviève, à l’époque à Paris, maintenant à Versailles, le concours d’entrée à l'École navale, où il est reçu, la même année en juillet 1913.

### La guerre de 1914-1918
Après une scolarité à l'École navale, écourtée du fait du déclenchement de la guerre, Charles Perzo faît son baptême du feu dans la région des Dardanelles. Après un embarquement sur le cuirassé le Bouvet qui devait être coulé peu de temps après, il est affecté comme aspirant sur le cuirassé le Suffren où sa conduite au feu lui vaut en mai 1915 la croix de guerre avec une citation du contre-amiral Guépratte à l’ordre de la Division[réf. nécessaire].
Maintenu dans les zones d’opérations de méditerranée orientale, il reçoit, comme enseigne de vaisseau de 1re classe, le commandement de la flottille des lacs d’Albanie (Ohrid, Prespa, ..), où sa conduite lui vaut une citation du général Henrys à l’ordre du Corps d’Armée[réf. nécessaire].

### L’entre-deux-guerres
Comme officier en second de l’aviso l’Ancre et devenu lieutenant de vaisseau, Charles Perzo participe, entre 1920 et 1922, à une mission hydrographique au Congo dont le but était de rechercher le site d’un port pour l’aboutissement du chemin de fer Congo-Océan, site qui devint  Pointe Noire. Un témoignage de satisfaction du Ministre de la Marine lui est consacré.
De retour à terre, Charles Perzo est affecté à la Préfecture maritime de Brest en qualité de responsable du Service des sports, poste qu’il crée. Sa situation alors, lui permet d’épouser, en 1922, Armande Prevoteau, une pontivyenne comme lui, avec qui il aura cinq fils.
Dans cette fonction d’officier des sports qu’il assume avec passion, il reçoit, de nouveau, un témoignage de satisfaction du Ministre de la Marine et la médaille d’argent de l'Éducation physique, concrétisant les succès obtenus dans le championnat de football de la Marine et la satisfaction, selon ses propres dires, « d’avoir laissé un stade certainement le plus beau de toute la Bretagne ».
Suit alors une période d’embarquements et de postes à terre, notamment :
- Le commandement, comme capitaine de corvette, du torpilleur l’Algérien où il remporte les premières places aux concours de tir et de lancement de torpilles de 1931.
- Le commandement en 1932 de la Marine à Strasbourg, dont la flottille était constituée principalement de vedettes rapides et d’une chaloupe blindée.
- Le commandement en 1937, comme capitaine de frégate, du contre torpilleur Le Terrible, bâtiment récent de la flotte française qui avait dépassé les 45 nœuds lors de ses essais en 1936.

### La guerre de 1939-1945

#### Mers-el-Kébir
En juin 1939, comme commandant de la base de Mers-el-Kébir près d'Oran, Charles Perzo est le témoin oculaire des événements lourds de conséquences des 3 et 6 juillet 1940. Le récit qu’il a laissé de ces événements à ses enfants recèle notamment une information étonnante, sans doute encore jamais révélée, sur l’attitude de certains Anglais qui, confrontés à une situation si dramatique, n’ont pas hésité à désobéir aux ordres reçus en sabotant des torpilles lancées par avion et visant des navires français, à l’évidence pour ne pas frapper des « frères » d’armes sans défense[réf. nécessaire].
Son comportement pendant ces événements lui vaut la croix de guerre avec une citation à l’ordre du jour de la Brigade et un témoignage de satisfaction du Ministre de la Marine[réf. nécessaire].
Il se voit ensuite confier le poste de Délégué de l’Amirauté au port de commerce d’Oran, fonction créée pour mettre de l’ordre dans la gestion du port civil.
Il est promu au garde de capitaine de vaisseau en avril 1941.

#### La10eDivision de croiseurs légers
En juin 1942, Charles Perzo prend, à Dakar, le commandement de la 10e Division de contre-torpilleurs, composée des navires Le Fantasque, Le Terrible et Le Malin. Dans cette période difficile où la flotte française continuait de dépendre du gouvernement légal du Maréchal Pétain, il est vite confronté à la flotte anglaise à l’occasion du débarquement manqué des troupes anglo-gaullistes. Quelques mois après, c’est de Dakar qu’il apprend la mort d’un neveu, Louis Bouclet aspirant sur l’aviso La Surprise, bâtiment coulé devant Oran lors du débarquement anglo-américain réussi de novembre 1942, peu de jours avant la signature de l’armistice franco-allié mettant fin aux combats en Afrique du Nord.
Après modernisation aux États-Unis au premier semestre 1943, la 10e Division, devenue de croiseurs légers, représente le fer de lance de la flotte française, et bientôt alliée, grâce à ses navires pouvant tous dépasser les 40 nœuds et puissamment armés. En effet, après des tests sévères, la 10e D.C.L., mise à la disposition de la flotte anglaise, est incorporée dans la 12e escadre de croiseurs britanniques.
Commencent alors pour la 10e D.C.L. basée à Alger des opérations contre les côtes italiennes, notamment pour assurer, dans le cadre de la force H, la couverture du débarquement allié à Salerne près de Naples.
La 10e D.C.L. est ensuite prêtée par la 12e escadre anglaise aux français pour les opérations de libération de la Corse. Charles Perzo reçoit ainsi le commandement de la flotte assurant le transport des troupes et des matériels devant débarquer dans la région d’Ajaccio encore peut-être occupée par les Allemands et les Italiens. La mission, intervenant juste après le premier débarquement effectué par le sous-marin Casabianca du Commandant L’Herminier, est accomplie avec succès en plusieurs rotations entre Alger et Ajaccio, avec la contribution occasionnelle des croiseurs Jeanne d’Arc et Montcalm et des torpilleurs L'Alcyon et Tempête.
Il reçoit à l’issue du premier convoyage, un témoignage de satisfaction du chef d’État-major de la Marine pour « avoir mené à bien dans des délais extrêmement rapides une opération de guerre particulièrement délicate. La 10e D.C.L. et son commandant font également l’objet d’une citation à l’ordre de l’Armée, saluant le succès de cette tentative audacieuse.
Revenue sous les ordres des britanniques, la 10e DCL est alors affectée en Méditerranée orientale pour effectuer, à partir d’Alexandrie, des raids vers les îles du Dodécanèse où nos alliés ont de grosses difficultés avec les allemands. Ses prestations valent également à la 10e DCL et à son commandant une citation à l’ordre de l’Armée.

### La fin d’une carrière passionnée
En novembre 1943, Charles Perzo, affecté à l’État-major de la Marine à Alger, est mis en disponibilité à Oran. Cette mise à l’écart, alors que la guerre est peut-être loin d’être finie, le marque profondément. Elle est pour lui le signe que tout est sans doute fini pour sa carrière, dans ce contexte qui voit la France évoluer profondément.
Sa personnalité très forte, foncièrement honnête et généreuse avec un sens très aigu de l’honneur et de la discipline, s’accommodait mal de la situation trouble que connaissait alors la France. Avec un caractère trop fort qui lui faisait peut-être mieux reconnaître la valeur de nombre de ses subordonnés que celle de certains de ses supérieurs, il ne s’était pas fait que des amis et le manque d’opportunisme dans des moments critiques lui aura été fatal. Pourtant, ayant toujours choisi son camp (l'ennemi, c'était l'Allemand), Il n’avait fait qu’obéir aux ordres transmis sous le Maréchal Pétain.
Nommé en juin 1944 commandant du secteur maritime de Bizerte en Tunisie.
Ayant présenté sa démission, il quitte la Marine, le 2 août 1946, avec le grade de contre-amiral dans la première section du cadre des officiers généraux obtenu le 1er août. Il avait reçu, en juin de la même année, la cravate de commandeur de la Légion d’honneur. Son honneur, que certains avaient même envisagé de salir, était finalement sauf.
Charles Perzo, à l’âge de 52 ans avec encore deux enfants à élever, s’installe alors à Pontivy, puis à Bourg-la-Reine, à l’époque dans le département de la Seine (Hauts-de-Seine), après avoir trouvé une situation, comme fondé de pouvoir d’un armateur, basé à Paris, qu’il avait connu à Oran quand il commandait le port de commerce.
Il prend sa retraite définitive en 1956 à Versailles où il meurt en 1977.

## Carrière militaire
- Admission à l’École navale	            30 septembre 1913
- Second Maître	                            11 août 1914
- Aspirant de Marine	                     5 février 1915
- Enseigne de Vaisseau 2e classe	     5 février 1916
- Enseigne de Vaisseau 1re classe	    30 mai 1917
- Lieutenant de Vaisseau	            25 septembre 1920
- Capitaine de Corvette	                     3 décembre 1929
- Capitaine de Frégate	                     3 mars 1935
- Capitaine de Vaisseau	                    10 avril 1941
- Contre-amiral	                             1er août 1946
- 2e section du cadre des officiers généraux 2 août 1946

## Décorations
- Légion d'honneur
  - Chevalier    20 juin 1925
  - Officier     30 janvier 1937
  - Commandeur   20 juin 1946
- Croix de guerre 1914-1918 (2 citations)
- Croix de guerre 1939-1945 (3 citations)
- Décorations diverses
  - Officier de l’ordre de l’Étoile Noire du Bénin, 14 décembre 1928
  - Médaille d’argent de l’Éducation physique, 1930
  - Officier de l’ordre du Phénix de Grèce, février 1931
  - Médaille commémorative Serbe, novembre 1931
  - Médaille Polonaise, novembre 1931

## Sources et bibliographie
- Étienne Taillemite, Dictionnaire des marins français, Éditions maritimes et d’outre-mer, 1982 ; réédité Paris, Tallandier, 2002, p. 417-418.
- Adolphe-Auguste Lepotier, Cap sur la Corse, Editions France Empire, 1951.
- Les lévriers de la mer, Paul Carré, Editions France Empire, 1967.
- Paul Carré, Le Fantasque - L’odyssée de la 10e DCL, Marines Éditions, 1996.
- Charles Floquet, « Généraux pontivyens - Charles Perzo », dans La chronique de Pontivy no 30, mars-avril 1984.